# Compositio
El terme llatí compositio (“composició") en literatura és l'ordre intern que aporta l'harmonia en la composició d'un discurs.
En la retòrica hi ha diferents fases d'elaboració per al discurs: la inventio, la dispositio, la elocutio, la compositio, la memoria i la actio. La compositio forma part de la elocutio i té la funció d'analitzar l'estructura sintàctica i fònica en totes les parts que constitueixen el discurs. Segueix uns esquemes sintàctics en la construcció de l'ordre de les paraules. 
Es divideix en dos tipus d'estil: el lliure i el periòdic o període. Es distingeixen en la seva forma d'ordenar i relacionar les idees, al marge d'esquemes sintàctics predeterminats.
Es poden diferenciar segons:
- L'estructura i la seva semàntica: en l'estil lliure, l'estructura és infinita i no segueix cap patró. En canvi, en l'estil periòdic té un principi i un final ben marcat per si mateix.
- L'ordre del ritme: en el període es determinen unes quantitats vocàliques i en l'estil lliure, no.

Un exemple d'estil lliure el trobem en alguna de les obres de Francisco de Quevedo, en el qual predominen un seguit de preguntes que denoten la seva improvisació parlant sobre una naturalesa dramàtica: 
| «                                  | ""¿Por qué permites que trabajo infame sudor tuyo derrame? / Deja oficio bestial que inclina al suelo ojos nacidos para ver el cielo. / ¿Qué te han hecho, mortal, de estas montañas las escondidas y ásperas entrañas? / ¿Qué fatigas la tierra? / Deja en paz los secretos de la sierra a quien defiende apenas su hondura | » |
| — F. de Quevedo. Silvas (v. 29-37) | |   |

L'estil periòdic també es pot distingir entre circular o de membres. El periòdic circular està format per prótasis i apódisis, i el de membres és el conjunt d'elements que donen una continuïtat al discurs.
Els tipus de compositio en relació amb la sintaxi es pot classificar així:
|                    | criteri lògic-semàntic              | estructura sintàctica         |
| estil lliure       | suma d'idees                        | coordinació                   |
| període de membres | relació d'idees                     | paral·lelisme                 |
| període circular   | relació d'idees prótasis / apódisis | interordinació / subordinació |